# Melanolophia eucheria
Melanolophia eucheria là một loài bướm đêm trong họ Geometridae.